# Liceum Ogólnokształcące im. Artura Grottgera w Grybowie
Liceum Ogólnokształcące im. Artura Grottgera w Grybowie – grybowskie liceum ogólnokształcące sięgające tradycjami 1919 roku. Jest to jedno z najstarszych liceów na Sądecczyźnie, zajmujące wysokie miejsca w lokalnych rankingach szkół średnich. Budynek szkoły znajduje się przy ulicy Kościuszki.

## Historia

### Początki szkoły
W 1918 r. emerytowany profesor gimnazjum lwowskiego Franciszek Bizoń zorganizował w sali Rady Powiatu zbiorowe lekcje dla dziewcząt z I klasy gimnazjum. Rok później we wrześniu otwarto szkołę średnią o programie gimnazjum realnego. 8 września 1919 r. utworzono Towarzystwo Wspierające Utrzymanie Gimnazjum Realnego w Grybowie. Na jego czele stanął sędzia Alfred Korzeniowski. Towarzystwo powołało prof. Franciszka Bizonia na kierownika placówki. Z dniem 25 listopada tegoż roku rozpoczęto naukę według programów zatwierdzonych przez Ministerstwo Wyznań Religijnych i Oświecenia Publicznego.
W 1970 r. jako pierwszej szkole w Polsce nadano jej imię polskiego malarza związanego z Grybowem – Artura Grottgera.

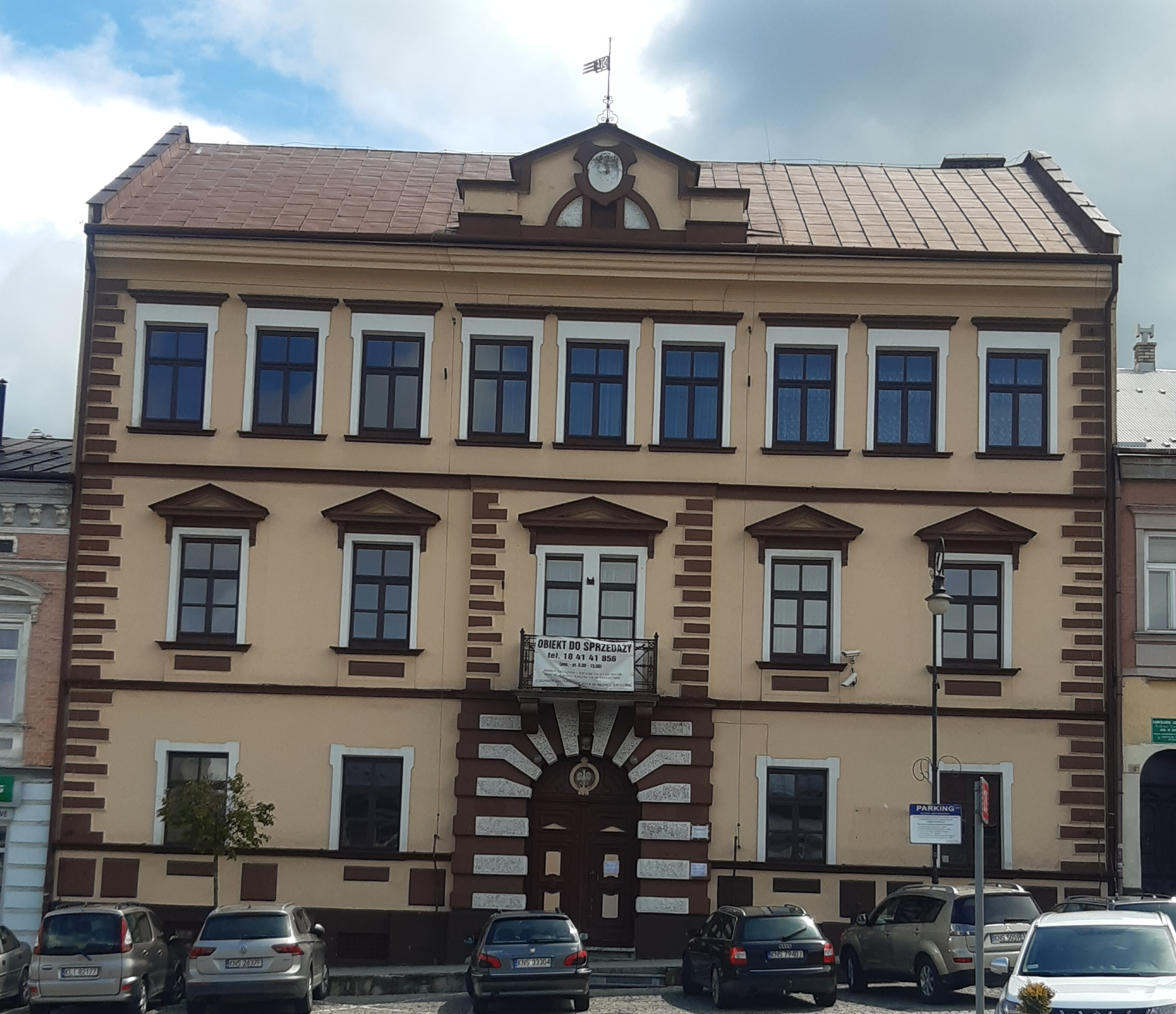
Poprzednia siedziba LO im. Artura Grottgera w Grybowie. Do 2018 roku pełniła rolę szkoły, w 2020 przeznaczona została do sprzedaży.

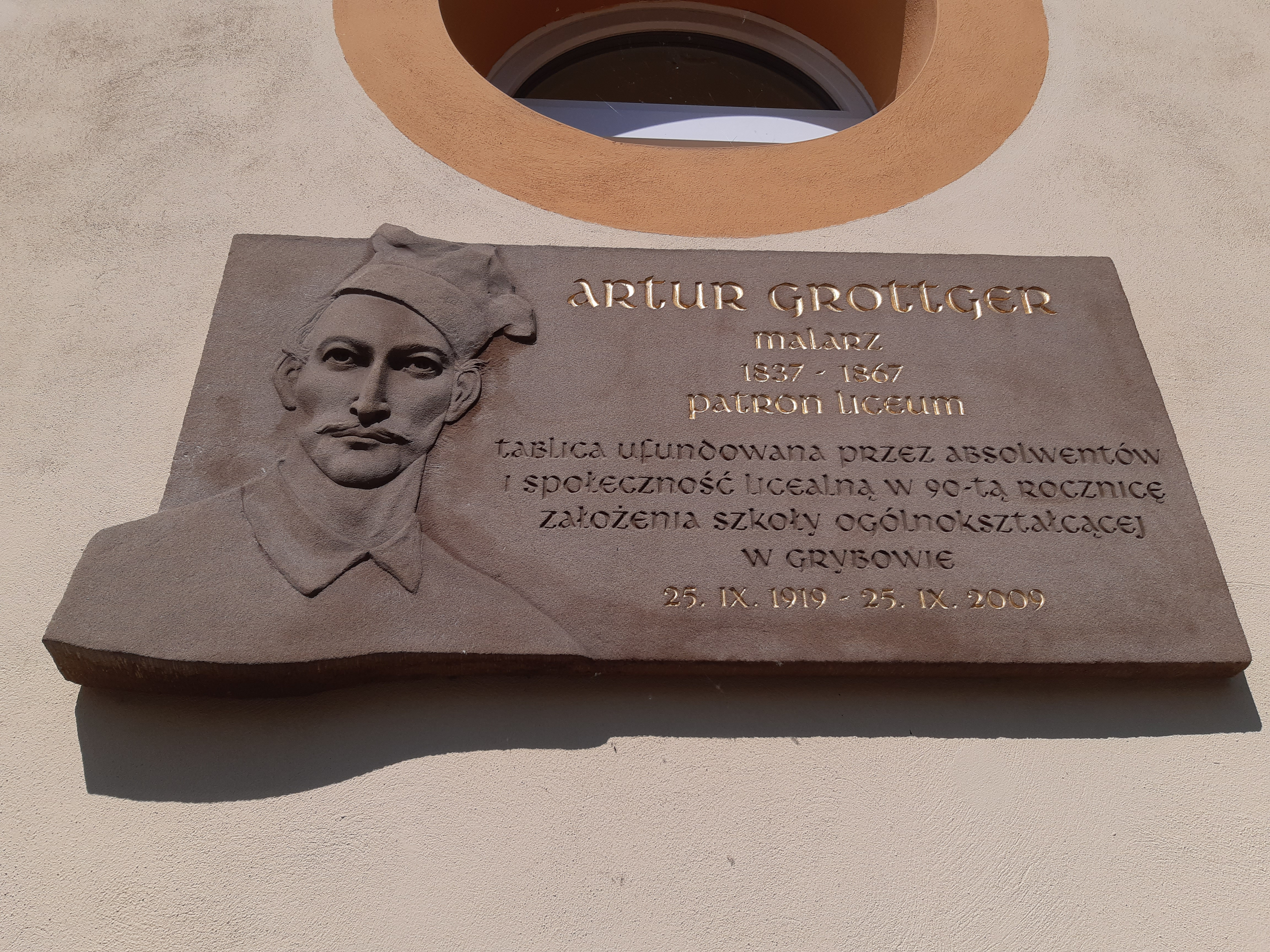
Tablica pamiątkowa wspominająca patrona szkoły Artura Grottgera ufundowana w 90-lecie szkoły w 2009 roku.

### Kalendarium[4]
| Rok/Rok szkolny      | Wydarzenia |
| -------------------- | --- |
| 1918                 | Zbiorowe lekcje z zakresu I klasy gimnazjum prowadzone dla dziewcząt przez emerytowanego profesora gimnazjum lwowskiego – Franciszka Bizonia w sali Rady Powiatu. |
| 1919                 | We wrześniu uroczystym nabożeństwem otwarto szkołę średnią o programie gimnazjum realnego. 8 września 1919 powstało Towarzystwo Wspierające Utrzymanie Gimnazjum Realnego w Grybowie. Na jego czele stanął sędzia Alfred Korzeniowski. Towarzystwo powołało prof. Franciszka Bizonia na kierownika placówki. |
| 25 listopada 1919    | Rozpoczęto naukę wg programów zatwierdzonych przez Ministerstwo Wyznań Religijnych i Oświecenia Publicznego. |
| 1919/1920            | Ministerstwo nadało szkole prawa publiczne. |
| 24 kwietnia 1920     | Premier II RP Wincenty Witos podczas pobytu w Grybowie obiecał Towarzystwu Wspierającemu Gimnazjum pomoc w upaństwowieniu szkoły oraz wsparcie finansowe. |
| czerwiec 1921        | Zmiana nazwy szkoły na: Miejskie Gimnazjum Humanistyczne w Grybowie. |
| 1922/1923            | Rada Miejska oddała część swojego budynku na potrzeby szkoły; dalsze starania o upaństwowienie placówki przez nowego dyrektora Eugeniusza Szlapaka. |
| 1925/1926            | Wyposażenie gabinetów przedmiotowych i księgozbioru biblioteki. |
| 1926/1927            | Pierwszy egzamin dojrzałości przed Państwową Komisją Egzaminacyjną w Tarnowie; świadectwa dojrzałości otrzymało 9 uczniów. |
| 1927/1928            | Obowiązki dyrektora szkoły objął wizytator Piotr Passowicz. Zmiana nazwy na: Gimnazjum Koedukacyjne Towarzystwa Gimnazjum Humanistycznego w Grybowie. |
| 1929                 | Nadbudowa II piętra budynku dawnego Ratusza, a obecnie były już budynek szkoły znajdujący się pod adresem Rynek 4. Pojemność gmachu obliczono na 150 uczniów. Front budynku w postaci niezmienionej dotrwał do dzisiaj. |
| 1932/1933            | Dyrektorem szkoły zostaje Wojciech Pietras. |
| 1935                 | Obowiązki dyrektora przejął Jan Pałka – nauczyciel historii, pracujący w szkole od 1925 roku. Będzie dyrektorem aż do 1972 roku, czyli przez 37 lat i przez 47 lat nauczycielem. |
| 1939-1945            | Przerwa w nauce i pracy szkoły z powodu wojny i okupacji. W tym okresie, od listopada 1939 roku rozpoczyna się tajne nauczanie w domach prywatnych, prowadzone m.in. przez nauczycieli gimnazjum: Jana i Stanisławę Pałków, Anielę Boratyńską, Aurelię Czerską. Młodzież zdaje egzaminy przed tajnymi komisjami egzaminacyjnymi. |
| 1945                 | Po ofensywie styczniowej odremontowano, staraniem Miejskiego Komitetu Odbudowy, uszkodzony w czasie działań wojennych budynek szkoły. Remont kosztował 80000 ówczesnych złotych. |
| 1948/1949            | Zmiana struktury organizacyjnej i nazwy szkoły; 1 kwietnia 1949 roku upaństwowiono szkołę, która otrzymała nazwę: Państwowa Szkoła Ogólnokształcąca Stopnia Licealnego. |
| 1953                 | Zmiana nazwy szkoły na Liceum Ogólnokształcące w Grybowie. |
| lata 60.             | Starania o budowę nowego budynku szkoły zakończone niepowodzeniem z przyczyn finansowych i prawdopodobnie ideologicznych (działka pod zabudowę położona była blisko kościoła – na miejscu później powstałego przedszkola miejskiego). W liceum rośnie liczba uczniów, odczuwa się ciasnotę i brak podstawowych wygód. |
| 1971                 | Wojewódzka Rada Narodowa aktem z 24 kwietnia 1970 roku nadała Liceum imię Artura Grottgera. Uroczystości oficjalne odbyły się 14 listopada 1971 roku w kinie „Biała”, gdzie przekazano też szkole sztandar ufundowany przez Komitet Rodzicielski. |
| 1972                 | Odszedł na emeryturę, po 47 latach pracy i 37 latach kierowania szkołą – dyrektor Jan Pałka. Nowym dyrektorem został nauczyciel fizyki – mgr Franciszek Mitoraj. |
| 1977                 | Opracowano dokumentację generalnego remontu budynku szkoły. |
| 1980                 | Zmiana dyrektora: funkcję objęła nauczycielka historii, geografii i łaciny – mgr Teresa Krzeszowska. |
| 1983                 | Początek remontu budynku liceum; aż do 1990 roku nauka będzie się odbywać w dwu budynkach zastępczych przy ulicy Grunwaldzkiej, w bardzo trudnych warunkach. |
| 1990/1991            | Dyrektorem szkoły zostaje wybrany przez grono nauczyciel historii – mgr Stanisław Obrzut |
| 1 września 1990      | Uroczyste poświęcenie sztandaru szkoły i wyremontowanego budynku przez księdza Prałata i Dziekana grybowskiego – Józefa Dudka. Przywrócenie religii do szkoły oraz początek nauczania nowego przedmiotu – Podstaw informatyki w uruchomionej pracowni komputerowej. |
| 14 października 1990 | Z okazji Dnia Nauczyciela Kółko Dziennikarskie wznawia wydawanie gazety uczniowskiej "Głos z Kąta", wydawanej z przerwami od 1946 roku. Jest to najstarsze pisemko szkolne w regionie. |
| 11 listopada 1990    | W budynku liceum powstała sala Patrona – Artura Grottgera. Fotokopie cyklu "Wojna" przekazał szkole Burmistrz Grybowa – mgr Grzegorz Radzik. |
| 1992                 | Staraniem absolwentów i nauczycieli reaktywowano Towarzystwo Wspierania Liceum Ogólnokształcącego im. Artura Grottgera w Grybowie. |
| 1993/1994            | Odchodzi na emeryturę dyrektor Stanisław Obrzut. W wyniku konkursu kuratoryjnego, dyrekcję Liceum obejmuje pracownik naukowy UJ – adiunkt Katedry Językoznawstwa Ogólnego i Indoeuropejskiego – dr Kazimierz Solarz. |
| 1994/1995            | Wprowadzenie do programów nauczania języka angielskiego. |
| 1996                 | 11 listopada uroczyście poświęcono i otwarto powiększone dzięki darowiźnie części działki przez Gminną Spółdzielnię i wyremontowano boisko szkolne. Uroczystość celebrował ksiądz Prałat Józef Dudek. |
| 1998/1999            | Remontu budynku liceum w związku z przygotowaniami do 80-lecia Liceum (front szkoły, dach, podwórko). |
| 1998                 | Przeprowadzenie rekrutacji na Akademię Górniczo-Hutniczą w Krakowie połączonej z egzaminem dojrzałości; zdali wszyscy kandydaci. Podobne egzaminy wprowadzono w późniejszych latach także na Politechnikę Śląską i do Wyższej Szkoły Zawodowej w Nowym Sączu. |
| 2001/2002            | Szkoła jest przygotowana do przeprowadzenia Nowej Matury – ocenianej zewnętrznie. Decyzją Ministra Edukacji Narodowej, Nowa Matura zostaje odsunięta w czasie do roku 2005. |
| 2002-2005            | Generalne remonty i modernizacje budynku: wymiana stolarki okiennej i drzwiowej, budowa nowej zautomatyzowanej kotłowni, ocieplenie ścian zewnętrznych, malowanie pomieszczeń szkoły, doposażenie sprzętowe sal lekcyjnych |
| 2002/2003            | Do szkoły przyjęto pierwszych absolwentów gimnazjów. Będą się uczyć wg programu nowego 3-letniego liceum ogólnokształcącym i zdawać Nową Maturę. |
| 2003                 | W ramach programu ministerialnego Liceum otrzymało pracownię komputerową i multimedialną. Rozpoczął próby czterogłosowy chór mieszany a cappella złożony z uczniów liceum pod dyrekcją Mirosława Ogorzałka. W ciągu kilku lat działalności zdobędzie nagrody i wyróżnienia na konkursach i przeglądach na terenie Małopolski. |
| 2003/2004            | W Liceum uczy się ponad 400 uczniów w piętnastu oddziałach. |
| 2004/2005            | Zapoczątkowano współpracę międzynarodową w ramach programu Socrates-Comenius z Liceum w Civray we Francji. Szkołę opuszczają pierwsi absolwenci 3-letniego liceum, kończący naukę Nowa Maturą. |
| 2007                 | Szkoła otrzymała w ramach programu ministerialnego multimedialną pracownię języków obcych oraz drugą pracownię komputerową. |
| lato 2008            | Kurs języka niemieckiego dla chłopców – uczniów Liceum w Salzburgu na zaproszenie Księży Misjonarzy Najświętszego Serca Pana Jezusa. Liczba klas wzrosła do 16, a uczniów do ponad 470. Na potrzeby dydaktyczne adaptowano dawne zaplecza sal lekcyjnych w skrzydłach bocznych budynku licealnego. Powraca problem lokalowy szkoły i budowy sali sportowej lub nowego budynku liceum.                                                                       |
| 2009                 | 26 września Jubileusz 90-lecia liceum. Odsłonięto i poświęcono tablicę pamiątkową Artura Grottgera, msza w kościele parafialnym, uroczystości w kinie „Biała”, spotkanie w szkole i Bal Absolwenta. |
| 2016                 | Przejście na emeryturę, po 23 latach pracy jako Dyrektora szkoły, dr Kazimierza Solarza. Dr Tomasz Walicki – nowy dyrektor szkoły |
| 4 września 2018      | Otwarto nowy budynek liceum przy ulicy Kościuszki w obecności Minister Edukacji Narodowej Anny Zalewskiej |
| 28 września 2019     | Uroczyste obchody 100-lecia Liceum w Grybowie. Rozpoczęły się mszą św. pod przewodnictwem proboszcza parafii, ks. Ryszarda Soroty przy koncelebrze księży-absolwentów. W hali sportowej odbyły się główne uroczystości, które patronatem objęli Prezydent RP Andrzej Duda i jego żona Pierwsza dama Agata Kornhauser-Duda. Z tej okazji wydano monografię szkoły napisaną przez tutejszego nauczyciela historii dr Waldemara Pasiuta i jego żonę Bogusławę. |

## Dyrektorzy szkoły
| Okres sprawowania funkcji | Imię i nazwisko              |
| ------------------------- | ---------------------------- |
| 1919 – 1921               | prof. Franciszek Bizoń       |
| 1921/22                   | prof. Karol Benedykt Kautzki |
| 1922/23 – 1926/27         | prof. Eugeniusz Szlapak      |
| 1927/28 – 1931/32         | wizytator Piotr Passowicz    |
| 1932/33 – 1934/35         | płk dr Wojciech Pietras      |
| 1935/36 – 1971/72         | nauczyciel Jan Pałka         |
| 1972/73 – 1979/80         | mgr Franciszek Mitoraj       |
| 1980/81 – 1989/90         | mgr Teresa Krzeszowska       |
| 1990/91 – 1992/93         | mgr Stanisław Obrzut         |
| 1993/94 – 2015/16         | dr Kazimierz Solarz          |
| 2016/17 – nadal           | dr Tomasz Walicki            |

## Nauczyciele
- Stanisław Bodniak
- Edward Pieczonka
- Franciszek Kruszyna
- Piotr Poręba
- Józef Motyka

## Absolwenci
- Andrzej Chronowski
- Franciszek Paszek
- Roman Proszek
- Józef Gucwa
- Marian Jurecki
- Franciszek Krok
- Aleksander Jachowicz
- Witold Winkler

## Odznaczenia
- "Medal Polonia Minor" (2019)[8]